# Kaganoor Estate, Alur
Kaganoor Estate là một làng thuộc tehsil Alur, huyện Hassan, bang Karnataka, Ấn Độ.